# Aline (Oklahoma)
Aline es un pueblo ubicado en el condado de Alfalfa en el estado estadounidense de Oklahoma. En el año 2010 tenía una población de 550 habitantes y una densidad poblacional de 295,71 personas por km².

## Geografía
Aline se encuentra ubicado en las coordenadas 36°30′36″N 98°26′55″O / 36.51000, -98.44861 (36.510112, -98.448632).

## Demografía
Según la Oficina del Censo en 2000 los ingresos medios por hogar en la localidad eran de $25,556 y los ingresos medios por familia eran $28,333. Los hombres tenían unos ingresos medios de $26,500 frente a los $17,083 para las mujeres. La renta per cápita para la localidad era de $12,710. Alrededor del 24.1% de la población estaban por debajo del umbral de pobreza.